# Marty Liquori

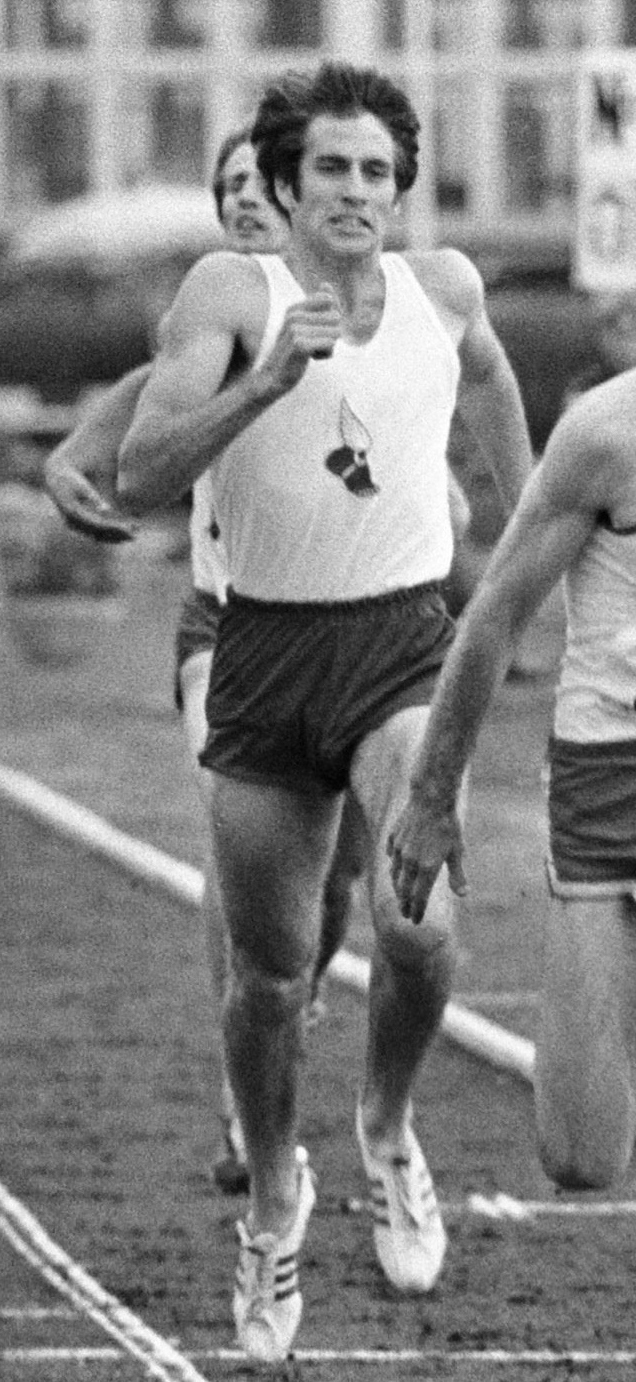
Marty Liquori (1970)

Martin William „Marty“ Liquori (* 11. September 1949 in Montclair, New Jersey) ist ein ehemaliger US-amerikanischer Mittel- und Langstreckenläufer.

## Leben
Liquori besuchte die Essex Catholic High School in Newark und unterbot in seinem letzten High-School-Jahr erstmals die Vierminutengrenze im Meilenlauf. Danach wechselte er an die Villanova University, wo er unter der Anleitung von Jumbo Elliott trainierte. Bei Elliott wurde im Winter auf einer Hallenholzbahn im Freien trainiert. Hierdurch konnten seine Läufer hervorragend in der Halle bestehen, gingen aber durch die vielen Tempoläufe auf hartem Untergrund ein erhöhtes Verletzungsrisiko ein. Er qualifizierte sich im Alter von 19 Jahren für die Olympischen Spiele 1968 in Mexiko-Stadt. Dort erreichte er das Finale im 1500-Meter-Lauf, belegte dort aber nach einer Verletzung nur den zwölften und letzten Platz.  1969 gewann er den Meilenlauf bei den Hochschulmeisterschaften und den Landesmeisterschaften. 1971 gewann bei den Hochschulmeisterschaften den Meilenlauf zum dritten Mal in Folge und siegte über 1500 Meter bei den Panamerikanischen Spielen. 
Von 1972 bis 1976 schloss sich Liquori der International Track Association an. Da er aber häufig verletzt war, fungierte er mehr als Ansager der Profi-Leichtathletik als als Läufer. 1977 kehrte er noch für eine Saison in die Weltklasse zurück. Er verbesserte in diesem Jahr zweimal den US-Landesrekord im 5000-Meter-Lauf; die zweite Verbesserung gelang ihm beim Leichtathletik-Weltcup 1977 in Düsseldorf, als er den zweiten Platz hinter Miruts Yifter erlief.
Nach seiner sportlichen Laufbahn war Marty Liquori unter anderem als Sportkommentator tätig. Er wirkte in dieser Rolle auch in dem 1986 uraufgeführten Spielfilm On the Edge mit. Daneben schrieb er einige Bücher und tritt als Jazz-Gitarrist auf. 1971 war er der Gründer der The Athlete Attic Footwear Ladenkette.

## Bücher von M. Liquori
- On the Run: In Search of the Perfect Race[3]
- Guide to the Elite Runner[4]

- Home Gym Workout[5]

## Bestzeiten
- 1500 Meter: 3:36,0 min (1971)
- Meile: 3:52,2 min (1975)
- 5000 Meter: 13:15,06 min (1977)